# Yanari

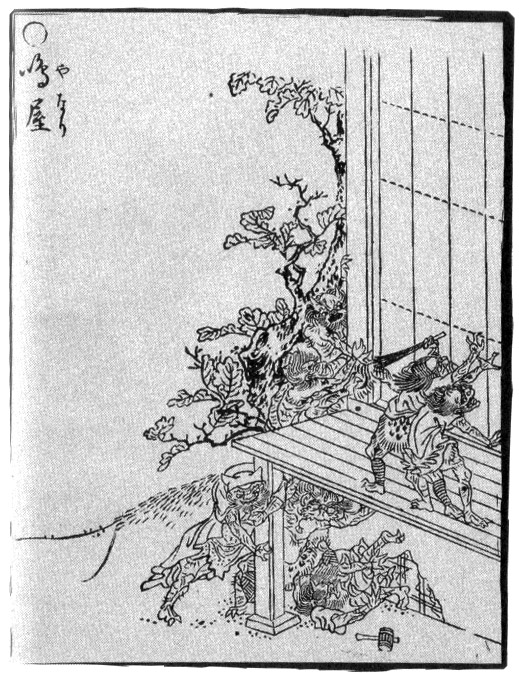
Yanari, ilustracja z Gazu-hyakki-yakō autorstwa Sekien Toriyamy

Yanari (jap. 家鳴, 家鳴り, 鳴家, 鳴屋 , dosł. dźwięczący dom) – yōkai występujące w japońskim folklorze. Obecność tych stworzeń w japońskich domach zdradzały tajemnicze odgłosy takie jak trzaski podczas przesuwania shōji lub fusuma. Były one odpowiednikiem zjawiska nazywanego poltergeist. Pierwszym artystą, który przedstawił wyobrażenie tych stworzeń był Sekien Toriyama w dziele Gazu-hyakki-yakō.